# Jean-Baptiste-Joseph Pater

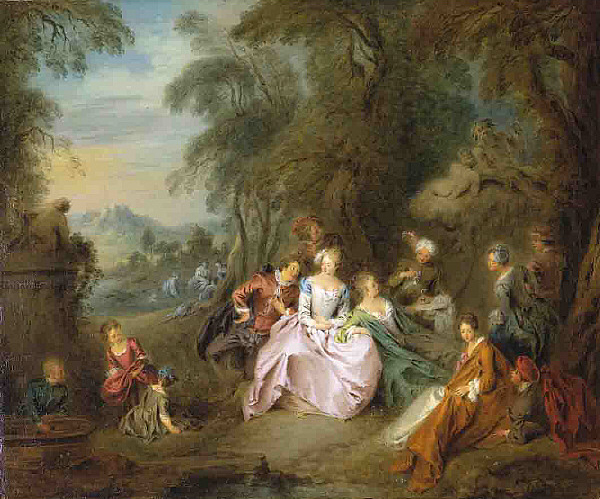
Repouso no parque

Jean-Baptiste-Joseph Pater (Valenciennes, 29 de dezembro de  1695 – Paris, 25 de julho de 1736) foi um pintor da França.
Era filho do escultor Antoine Pater, que lhe ensinou os rudimentos da arte. Foi o único aluno e seguidor do ilustre artista Jean-Antoine Watteau, cujo estilo foi de grande influência para seu trabalho, e um dos maiores expoentes da pintura rococó francesa. Ingressou na Academia Real em 1728, e entre seus mais importantes patronos estava Frederico, o Grande.

## História

### Primeiros anos

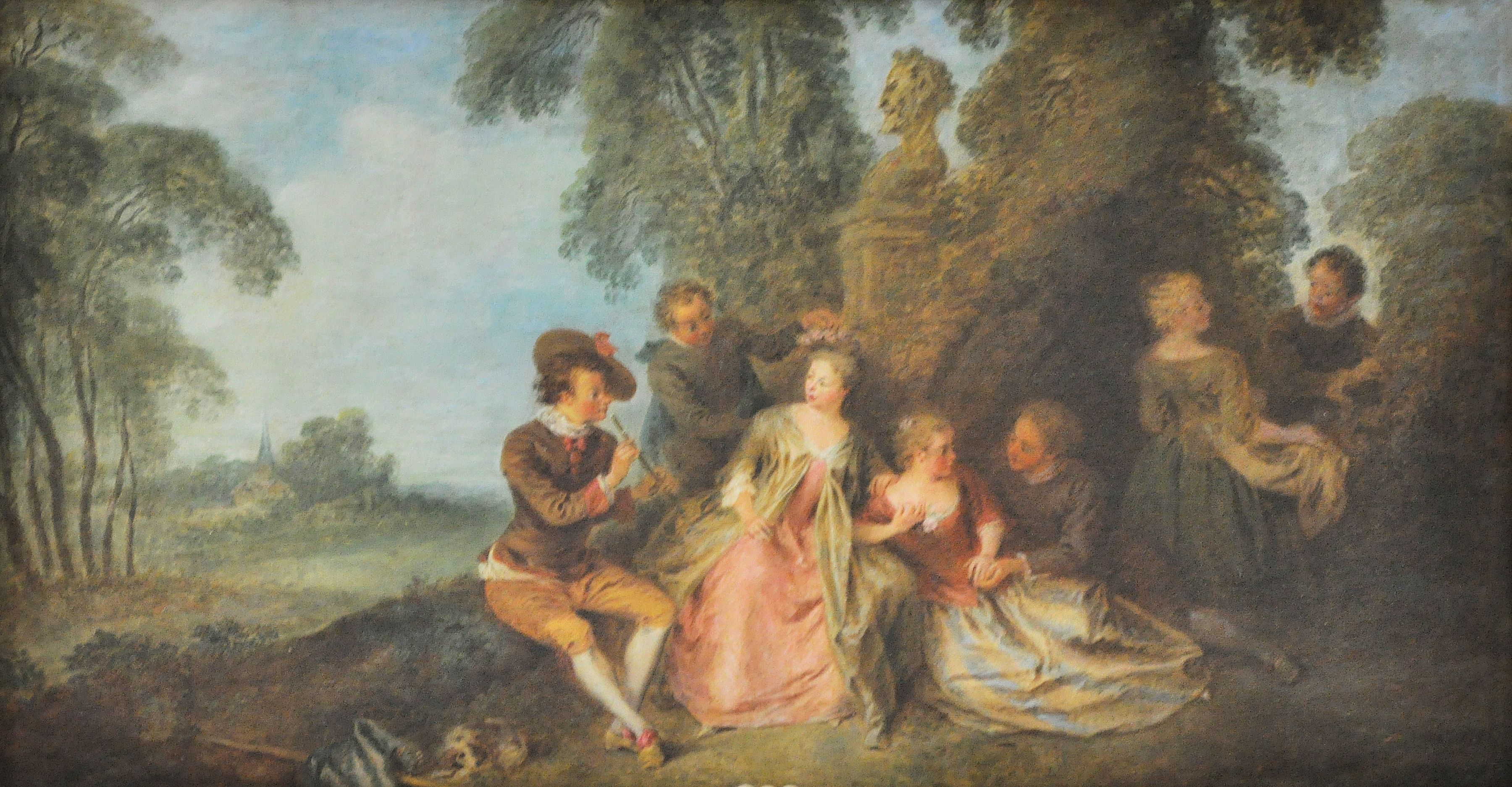
"Le Concert champêtre" por Jean-Baptiste Pater

Jean Baptiste Joseph Pater, filho do escultor Antoine Pater (1670-1747) e de Jeanne Elisabeth de Fontaine, nasceu em 29 de dezembro de 1695. Iniciou a sua formação em 1706, tendo aulas com seu pai e algum tempo depois passou a ter como mestre Jean Baptiste Guidé, um artista pouco conhecido.

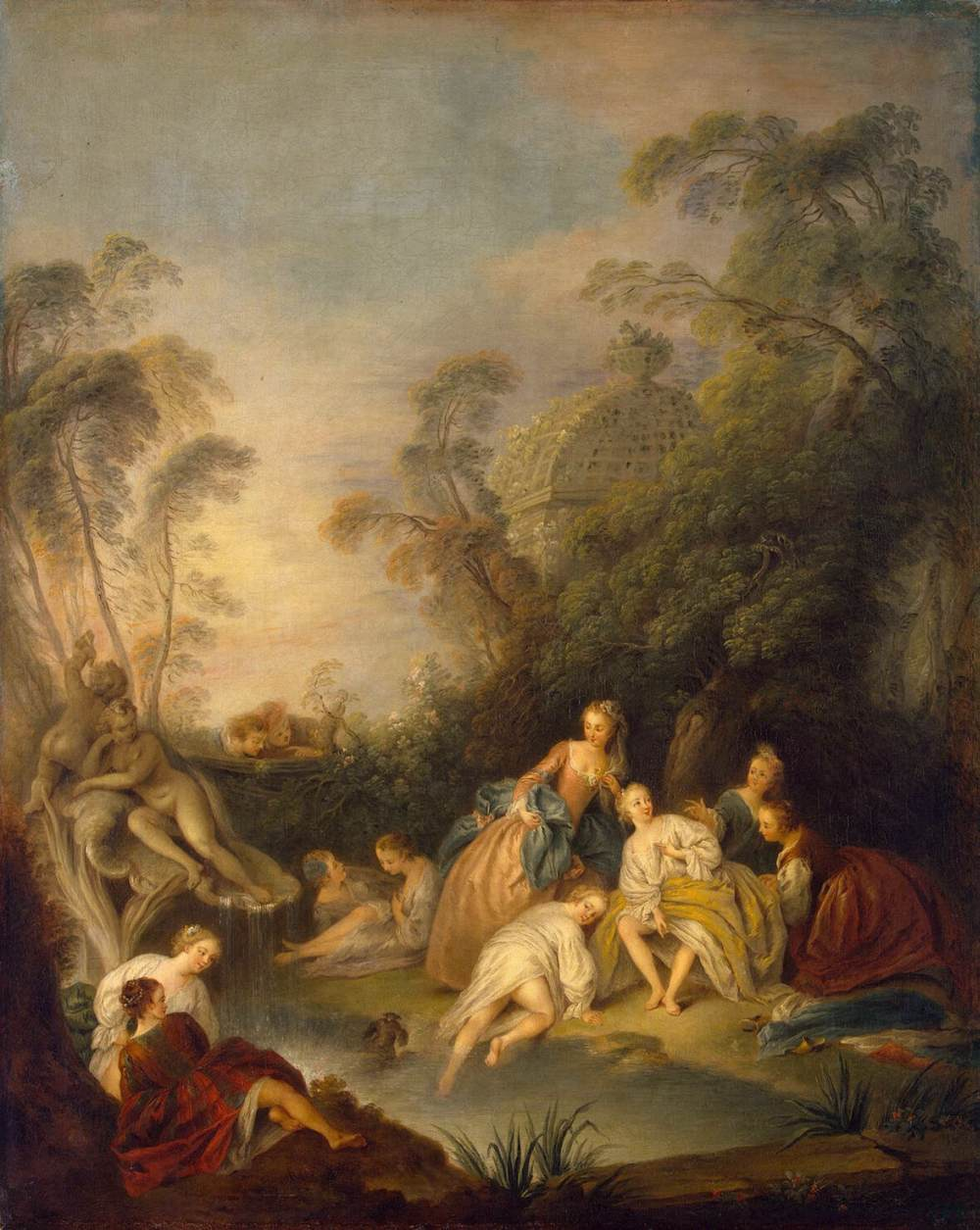
"Les Baigneuses" por Jean-Baptiste Pater

Mais tarde, em 1710, Pater, já aprendiz de Watteau (1684-1721), se mudou para Paris. A duração deste segundo estágio é desconhecida, mas os biógrafos de Pater indicam que não foi longa, pois percebendo que Watteau era impaciente e de pouca disposição para com novos alunos, Pater decidiu aprender a pintar por conta própria. De volta a Valenciennes, durante o período de 1715 a 1716, o jovem artista, junto com seu pai, envolveu-se em um negócio que o levou a uma sequência de conflitos com a Corporação de São Lucas. O desejo de Pater de trabalhar independentemente deda guilda de São Lucas pode indicar que ele nunca teve a intenção de permanecer em sua terra natal por muito tempo, e por volta de 1718, ele retorna a Paris onde passa a fazer parte do círculo profissional de Watteau, fato que dá indícios de que os dois artistas mantiveram contato. Em 1721, tomado de remorso e com o desejo de ensinar a seu ex-aluno seu conhecimento sobre a arte da pintura e com a intenção de buscar ajuda para completar uma série de encomendas, Watteu convida o artista para voltar a trabalhar com ele. Pater afirmaria mais tarde que foi durante aquelas poucas semanas que ele aprendeu tudo o que ele sabia sobre pintura.Nos seus últimos anos de vida, Watteau reconhece o talento de seu ex-aluno e volta a lhe oferecer instrução e então, no seu último mês de vida, Pater se junta a ele para que Watteau lhe ensinasse tudo que sabia sobre a arte da pintura. Após a morte de Watteau, Pater foi responsável pela conclusão de algumas obras inacabadas de seu mestre e se juntou a Jean de Jullienne num projeto que pretendia reproduzir toda a obra de Watteau em gravuras. Embora a relação entre Pater e Watteau fosse complicado, o mestre Watteau influenciou imensamente a obra de Jean-Baptiste Pater. O estilo e os temas das obras de Watteau deixaram uma marca indelével na produção de Pater que, assim como seu mestre, especializou-se na execução de fêtes galantes. As cenas retratam figuras elegantes, vestidas em trajes refinados, apreciando música e dança, brincando em um balanço, sempre num cenário ao ar livre, onde o clima é leve e despreocupado. Foi especificamente como pintor de fêtes galantes, uma categoria de pinturas criada por Watteau em 1717, que Pater foi aprovado em 1725 pela Academia Real de Pintura e Escultura em Paris.Após a morte de Watteau, o trabalho de Pater apresentou crescente demanda, período no qual o artista desfrutou de sucesso considerável. Em 1728 foi admitido na Académie Royale como pintor de fêtes galantes. Neste período, seu trabalho revela a influência marcante da pintura flamenga, ao mesmo tempo em que apresentava referências de composições, configurações e vestuário inspiradas diretamente da obra de Watteau. Entre os melhores trabalhos de Pater estão “La Rejuissance des soldats”, que se encontra no Museu do Louvre, em Paris, “Une Conversation Galante”, hoje pertencente à Wallace Collection, em Londres, e “Fête Champêtre with Italian Comedians”, atualmente parte da Royal Collection de Londres. Em 1736 Pater foi contratado pelo realeza da França para pintar a obra “Chasse du tigre”, hoje no Musée Picardie, na cidade de Amiens, que era destinada à decoração de uma sala de jantar dos Petites Appartaments do Palácio de Versailles. Seu principal cliente foi Frederico, o Grande, que posou para dois retratos de "turqueries" sendo eles “Le sultan au harem” e “Le sultan au jardin”e adquiriu mais de quarenta obras de Pater, incluindo a sua célebre série de quatorze pequenas obras que ilustram o ramance de Paul Scarron Roman Comique, hoje na Schloss Charlottenburg, Berlim. Durante o final do século 19 as pinturas pertenceram à Pauline Lyne-Stephens (nascida Pauline Duvernay), uma famosa bailarina francesa, que obteve enorme sucesso em Paris e Londres. Em Londres se casou com o banqueiro e membro do Parlamento inglês, Stephen Lyne-Stephens, um dos homens mais ricos da Inglaterra. Após a morte prematura de Lyne-Stephens, em 1861, Pauline herdou toda a sua fortuna, que incluía um grande acervos de obras de arte.

### Ultimos anos
Apesar de seu sucesso, Pater viveu em um estado constante de dificuldade econômica e foi obrigado a produzir grandes números de pinturas de temas que eram fáceis de vender. Doente, ele escreveu seu testamento em 28 de junho de 1736, em favor de sua irmã Marie-Marguerite Pater. Ele morreu, em 25 de julho de 1736, em sua casa localizada na Rue Quincampoix, em Paris. Seu funeral foi realizado na Igreja de Saint Nicolas des Champs, e provavelmente foi enterrado no Cemitério dos Inocentes Cimetière des Innocents.

## Obras mais conhecidas
- Autorretrato [?], Museu de Belas Artes de Valenciennes."Fête champêtre" por Jean-Baptiste Pater.

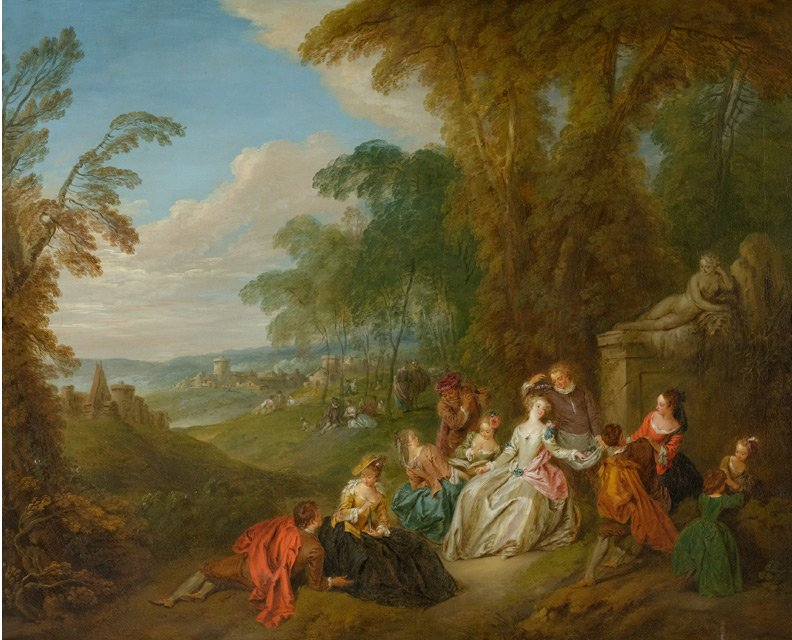
"Fête champêtre" por Jean-Baptiste Pater.

- Le Concert champêtre, Museu de Belas Artes de Valenciennes.

- Le Dénicheur de moineaux, Museu de Belas Artes de Valenciennes

- Les Délassements de la campagne, Museu de Belas Artes de Valenciennes

- Portrait de Marguerite-Marie Pater, Museu de Belas Artes de Valenciennes

- Une Fête champêtre. Réjouissance de soldats, Museu do Louvre, Paris.

- Les Baigneuses, Museu de Grenoble.

- Le foire à Bezons, 1730, Metropolitan Museum of Art, Nova Iorque

- Les Plaisirs du bal